# Tresticklan
Tresticklans nationalpark är en nationalpark i Västra Götalands län. Området utgörs av en stor, av människan relativt opåverkad naturskog, som präglas av glesa och karga tallar, ett sprickdalslandskap och barrskogsfåglar som tjäder, orre och järpe.
Nationalparken ligger i nordvästra Dalsland, mot gränsen till norska Østfold, i Dals-Eds kommun (i församlingarna Dals-Ed och Nössemark). Högsta punkten heter Orshöjden (276 m ö.h.). I nationalparken finns bland annat sjön Stora Tresticklan.
Den dominerande naturtypen är hällmarkstallskog. Området har en relativt artfattig flora. Genom sin storlek har nationalparken ytterst få motsvarigheter i övriga södra Sverige.